# Bursera hintonii
Bursera hintonii là một loài thực vật có hoa trong họ Burseraceae. Loài này được Bullock mô tả khoa học đầu tiên năm 1936.